# 朱雀帝
朱雀帝/朱雀院（すざくてい・すざくのみかど/すざくいん）は、『源氏物語』に登場する二番目の帝（在位「葵」～「澪標」）。架空の人物。「桐壺」から「夕霧」まで登場。
桐壺帝の第一皇子で東宮、母は弘徽殿女御（大后）。光源氏より3歳上の異母兄。桐壺帝から譲位され24歳で即位（「花宴」と「葵」の間）。
始め東宮時代に葵の上を妃にと申し入れたが、左大臣に断られる。その後朧月夜が入内する予定だったが、これも源氏との密通により中断を余儀なくされ（その後朧月夜は尚侍として出仕）、結局有力な妃のない朱雀帝の後宮に中宮は立たなかった。
柔和な性格の人物で、容姿・教養すべてに優れた異母弟の源氏に引け目を感じつつも兄として優しく接し、源氏と朧月夜の密通を知っても彼女を許し寵愛した。しかし母である弘徽殿大后その他の源氏追放を止められず、源氏が須磨に蟄居した後、夢枕に立った桐壺院から叱責を受け、その心労から眼病となる。外祖父太政大臣（桐壺帝の右大臣）の死去も重なり、最後は母后の反対を押し切り源氏を召還、異母弟の冷泉帝（実は源氏の子）に32歳で譲位。退位後は朱雀院に住まい（これにより通称を「朱雀帝」「朱雀院」と称する）、朧月夜との平穏な生活を過ごす一方、六条御息所の娘の斎宮へも思いをかけたが、斎宮の養父となった源氏の意向で叶わなかった。
42、43歳頃、母后の崩御、自身の病のため出家を急ぎ、後見人のいない愛娘女三宮を源氏に降嫁させる。しかしこの縁組みは失敗、女三宮と柏木の過ちを知らない朱雀院は、冷淡な源氏に恨み言を言いつつ女三宮を出家させた（「若菜」「柏木」）。また女二宮（落葉の宮）も夫柏木と母御息所に先立たれて同じく出家を願ったが、この時は外聞も憚って許さなかった。その後晩年の消息は不明で、「宿木」で既に故人であることが知られるのみである。

## 后妃
- 承香殿女御…髭黒の妹。今上帝の母。今上帝即位前に没、皇太后位を追贈される。
- 藤壺女御（源氏女御）…先帝と更衣との皇女。藤壺中宮の異母妹。女三宮の母。女三宮降嫁前に没。
- 麗景殿女御…藤大納言（桐壺帝の右大臣の息子）の娘。弘徽殿大后の姪。「賢木」に名が見える。
- 更衣（一条御息所）…女二宮（落葉の宮）の母。「夕霧」で没。
- 尚侍（朧月夜）…桐壺帝の右大臣の六の君。弘徽殿大后の異母妹。つまり朱雀帝から見て叔母。弘徽殿に住まい、朱雀帝から最も寵愛を受けたが、皇子女はなかった。

## 皇子女
- 第一皇子…冷泉帝の東宮。「若菜下」で即位、今上帝。
- 第一皇女…女一宮。「若菜上」に名が見える。
- 第二皇女…女二宮（落葉の宮）。「若菜下」で柏木に降嫁、柏木死去後は夕霧と結婚。
- 第三皇女…女三宮。「若菜上」で光源氏に降嫁、正室となる。薫の母。
- 第四皇女…女四宮。「若菜上」に名が見える。